# Леритье де Шезель, Самюэль
Самюэль Франсуа Леритье де Шезель (фр. Samuel François Lhéritier de Chézelle; 1772—1829) — французский военный деятель, дивизионный генерал (1813 год), барон (1808 год), участник революционных и наполеоновских войн.
Имя генерала выбито на Триумфальной арке в Париже.

## Биография
Самюэль Леритье родился в семье нотариуса, получил юридическое образование. 26 сентября 1792 года поступил на военную службу гренадером в 3-й батальон волонтёров Эндра и Луары. Сражался в рядах Рейнской армии. 2 января 1797 года стал адъютантом генерала Беллавена.
В 1800 году получил назначение в штаб 5-й пехотной дивизии генерала Буде в составе Резервной армии, и принял участие в сражении при Маренго, где был серьёзно ранен в бедро.
28 июля 1800 года переведён в 6-й драгунский полк. С ноября 1800 года по 26 августа 1803 года выполнял обязанности адъютанта генерала Лабуассьера, 19 сентября 1801 года — командир эскадрона, 14 декабря 1803 года переведён в 11-й кирасирский полк.
В кампании 1805 года сражался в дивизии д’Опуля, отличился при Аустерлице. 5 октября 1806 года был произведён в полковники, и получил под своё начало 10-й кирасирский полк, отличился при Йене, ранен в сражении при Эйлау.
В ходе Австрийской кампании 1809 года был ранен в сражениях при Асперне и Цнайме, отличился при Ваграме. 21 июля 1809 года был произведён в бригадные генералы, и 24 августа возглавил 2-ю бригаду 3-й дивизии тяжёлой кавалерии.
26 марта 1811 года, после роспуска дивизии, был назначен инспектором кавалерийских депо 1-го, 15-го, 21-го и 22-го военных округов. 7 мая 1811 года — инспектор кавалерийских депо 1-го, 2-го, 3-го, 4-го и 5-го военных округов.
23 октября 1811 года вновь возглавил 2-ю бригаду воссозданной 3-й дивизии тяжёлой кавалерии генерала Думерка. Принимал участие в Русской кампании 1812 года, и с дивизией был прикомандирован ко 2-му армейскому корпусу маршала Удино. Сражался при Клястицах, Полоцке, Бононии, Чашниках, Борисове и Березине.
Участвовал в Саксонской кампании 1813 года и Французской кампании 1814 года, отличился в сражениях при Лютцене, Ла-Ротьере и Арси-сюр-Обе. 15 марта 1813 года произведён в дивизионные генералы. 1 июля 1813 года стал командиром 4-й драгунской дивизии 3-го армейского корпуса. 8 августа временно возглавил новообразованный 5-й кавалерийский корпус. 5 октября — командир 5-й дивизии тяжёлой кавалерии. С 5 января 1814 года возглавлял 4-ю дивизию тяжёлой кавалерии.
После первого отречения Наполеона, генерал был переведён на половинное жалование с 1 июня 1814 года. К концу года, он был назначен генеральным инспектором кавалерии в 16-м военном округе и официально вступил в должность в начале 1815 года.
Во время «Ста дней» присоединился к Императору, и 23 апреля возглавил резервную кавалерию в 4-м корпусе. 3 июня был назначен командиром 11-й кавалерийской дивизии (драгунские и кирасирские полки) 3-го кавалерийского корпуса генерала Келлермана, участвовал в Бельгийской кампании, ранен в сражении при Ватерлоо.
После второй Реставрации, 20 сентября 1815 года вышел в отставку. С 1821 по 1829 год был мэром Конфлана.
Умер 23 августа 1829 года в Конфлан-Сент-Онорине, недалеко от Парижа в возрасте 57 лет.
Был женат, имел шестерых детей: 5 сыновей, из которых один умер в младенчестве, а четверо служили в армии, и дочь.

## Воинские звания
- Лейтенант (3 апреля 1796 года);
- Капитан (5 октября 1797 года);
- Командир эскадрона (19 сентября 1801 года);
- Полковник (5 октября 1806 года);
- Бригадный генерал (21 июля 1809 года);
- Дивизионный генерал (15 марта 1813 года).

## Титулы
- Барон Леритье де Шезель и Империи (фр. baron Lhéritier de Chézelle et de l'Empire; декрет от 19 марта 1808 года, патент подтверждён в мае 1808 года)[1].

## Награды
Легионер ордена Почётного легиона (14 июня 1804 года)
 Офицер ордена Почётного легиона (14 мая 1807 года)
 Командан ордена Почётного легиона (3 апреля 1814 года)